# Col·legi Episcopal de Lleida
El Col·legi Episcopal de Lleida és una escola de Lleida.

## Història
A Lleida, vers els anys 50 del segle passat, hi havia només un Col·legi religiós per a nois. L'any 1957, un grup de pares s'adreçà al Bisbe del Pino per demanar-li la creació d'un col·legi diocesà. El volien modern, adaptat als nous temps i obert no únicament a la ciutat, sinó a tot el bisbat, la qual cosa suposava que els nois de poble poguessin sojornar en un internat. A més, ja des del primer curs s'acceptaren nois d'altres bisbats i també d'Andorra. El Col·legi Episcopal és lleidatà i per això se’l va designar amb l'advocació de la patrona de la ciutat: la Mare de Déu de l'Acadèmia.
Per a la  construcció fou triada una ampla zona exterior a la ciutat, a l'actual carrer Doctor Combelles (d'on va cedir espais dels seus patis per poder obrir els carrers Bisbe Messeguer i Joan Miró). Les obres van començar a la tardor de 1958. En onze mesos van ser habitables el col·legi i l'internat.
El Col·legi Episcopal va iniciar les classes amb 24 alumnes durant el curs 1958-1959, en una casa del carrer Acadèmia les religioses de Santa Anna havien cedit. L'octubre de 1959, els alumnes es traslladaren a les aules del nou col·legi al carrer Doctor Combelles. En aquesta mateixa data s'inaugurà també l'Internat que visqué una reforma definitiva el 1965 i que fou conduït per dues religioses de la Llar de Natzaret.
L'acció formativa, no obstant, no es limita a l'oferta reglada sinó també a la no reglada, l'Esplai Epis (1973) constitueix, des de fa més de quaranta anys, un espai lúdic formatiu de recreació dels infants i joves en el seu temps de lleure.
Tanmateix l'acció del Col·legi no s'ha limitat a la ciutat, també ha arribat a les comarques, com és el cas de la presència constant en les cases de colònies de la Ribagorça (Montsant i Riupedrós), on també ha organitzat diferents camps de treball centrats en la restauració d'ermites. Així mateix, ha estat estretament vinculat amb Butsènit, on des de fa més de trenta anys i en col·laboració amb els veïns d'aquesta Partida l'AMPA organitza l'Aplec de les famílies.
El grup de teatre “Taller de fantasia” s'ha constituït amb els alumnes que opten per expressar i comunicar idees, sentiments i vivències a través de l'escenografia. També s'ha creat un grup de teatre de professors que ha arribat a participar en alguna mostra en poblacions de la comarca.
També, des de fa més de vint anys, convoca el Premi de Literatura Jove que duu el nom d'un sacerdot vinculat a l'escola, Mn. Agustí Bernaus. En algunes edicions, el premi s'ha convocat a nivell de tots els centres de secundària de Catalunya.
El Col·legi ha ampliat la seva acció cultural a l'edició de llibres -obra poètica de Mn. Agustí Bernaus, una antologia de Mn. Antoni Navarro i Grauger, dos reculls literaris il·lustrats a càrrec de professors i alumnes, a més del llibre dels quaranta anys d'història del Col·legi-, revistes, diaris i auques.
Pel que fa al vessant més artístic, el Col·legi convocà l'any 1999 la primera Biennal d'Art d'àmbit estatal que duu el nom de qui ha estat professor i és reconegut pintor, Víctor Pérez i Pallarés.
El Col·legi Episcopal ha fet partícip la ciutat dels seus treballs i les seves realitzacions. En els anys vuitanta, l'Expotècnia oferia una mostra de les realitzacions dels alumnes de Formació Professional, primer, i de la resta de nivells després. Posteriorment, diferents mostres de Formació professional han ocupat altres espais públics de la ciutat: sense anar més lluny, ara fa uns anys, es presentava una proposta que transformava el parc de les Basses en un Parc temàtic. Actualment, són els alumnes de Batxillerat Artístic* els que anualment traslladen una mostra de les seves realitzacions a espais públics emblemàtics de la ciutat, com la Biblioteca Pública*. Han realitzat també exposicions en diferents localitats: Alcarràs, Tremp, Torrefarrera, Juneda, El Pont de Suert amb la voluntat de mostrar obres de qualitat realitzades per joves. L'any 2015 tingué lloc a la Sala Montsuar* de l'IEI l'exposició Trajectòries que recollia treballs de vint alumnes que cursaren les primeres promocions del Batxillerat artístic.
Cal destacar que el Col·legi ha estat pioner en l'ensenyament de la llengua: al 1967 ja impartia classes de català. Fou el primer centre de Lleida en rebre el Premi Baldiri Reixac* a l'escola “per la naturalitat amb què s'hi practica la normalització lingüística… i per la influència que aquesta normalització exerceix no solament a la ciutat de Lleida, sinó a força zones de les terres de Ponent i de la franja aragonesa de parla catalana”. També va ser el primer col·legi de Lleida que creà l'associació de pares d'alumnes: APA (1968/1969).